# Richard Hughes
Richard David Hughes (Gravesend Kent; 8 de septiembre de 1975) es un músico británico, más conocido por ser el batería de la banda británica Keane.

## Biografía
Richard pasó gran parte de su infancia-adolescencia en Battle, donde conoció a Tim cuando tenía alrededor de 2 años. Pero fue cuando tenía 10 cuando se volvieron realmente amigos, después de que Tim le propinara algunos golpes a Richard a la salida del colegio, en una riña infantil.
A la edad de 13 años se vuelve vegetariano debido a la gran sensibilidad y compasión que le producían los animales. A la edad de 17 años aprendió a tocar la batería.
Richard Hughes asistió a la Tonbridge School, con  Tim Rice-Oxley donde también conoció a Dominic Scott. Cuando Scott y Rice-Oxley formaron una pequeña banda que tocaba versiones de otros artistas en 1995, fue invitado a participar como baterista. Más tarde se invitó al vocalista Tom Chaplin a unirse al grupo. Aunque inicialmente se opuso Hughes, más tarde comentó: "La idea de darle a alguien que ya era la persona más ruidosa que conociera un micrófono no era algo que me interesara particularmente”. 
Hughes se fue a la universidad en el University College de Londres, donde recibió una licenciatura en Geografía. Aceptó un trabajo como secretario en la BBC con el fin de mantenerse a sí mismo y de la banda mientras vivían y practicaban en un departamento en el Upper Clapton Road en Londres. Él también tenía un empleo como profesor de suministro por un corto tiempo. Es seguidor del Leicester City F.C. y contrajo matrimonio en 2010, presumiblemente con su novia de hacía largo tiempo.

## Relación en la banda
Desde Under the Iron Sea (2006) ha colaborado con su voz en los coros adicionales de varias canciones, por ejemplo Atlantic, Leaving so Soon y Nothing in my Way. Sin embargo, no fue hasta la grabación de 'Under Pressure', 'The Sun ain't Gonna Shine Anymore' y 'Early Winter' que se hizo notar más su voz. En el álbum “Perfect Symmetry” se le escucha cantar más en segundas voces y coros como en el coro de la misma canción 'Perfect Symmetry' junto con Tim Rice-Oxley y Jesse Quin.

## Gustos e intereses personales
Colecciona cámaras fotográficas de la marca “Nikon”; por lo que hace llamarse a sí mismo “Nikon Guy”. Es un gran amante de la fotografía y suele actualizar la web de Keane con "fotoblogs" en los que va subiendo fotografías de la banda durante las giras. Él es fan de los irlandeses U2, y de otras bandas y artistas como The Smiths, The Beatles y Björk. Su canción favorita del álbum Hopes and Fears es Bend and Break y del álbum Under the Iron Sea es Put it behind you. También cabe destacar que Richard es daltónico.

## Apoyos y fundaciones
Tuvo la iniciativa del grupo en participar en War Child (fundación que ayuda a los niños en países que están en guerra). Es un activista que defiende los derechos humanos, en conjunto con Amnistía Internacional. También está muy involucrado en el caso de Troy Davis, llevando incluso a veces camisetas con el mensaje "I am Troy Davis" durante su gira en los Estados Unidos. Richard también es un gran defensor de los animales y afirma ser vegetariano desde los 13 años.